# 夕顔塚

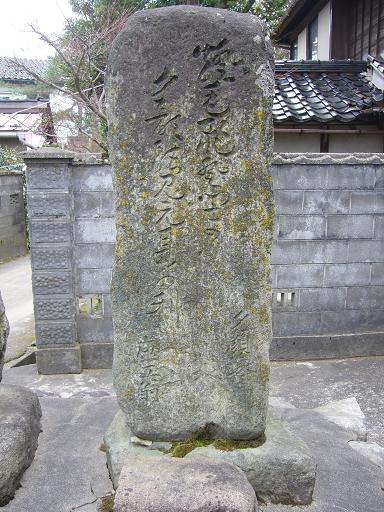
夕顔塚

夕顔塚（ゆうがおづか）は、富山県高岡市戸出町1丁目（東町）にある尾崎康工の句が刻まれた句碑。太玄寺（元の六壁庵）境内の東隅に建てられている。

## 概要
高さ97cm、幅58cmの自然石に康工の句が刻まれている。
尾崎康工門下の尾崎玉可（古武屋玉河）が師に感謝するため、尾崎康工が結んだ六壁庵（現在の太玄寺）に句を刻んで建てた。尾崎玉可は、1813年（文化10年）8月15日の名月の夜、同志を集めて建塚の式典句会を催している。
夕顔塚には、「燈もひとつ　また夕顔の　見えにけり」と刻まれている。
句碑は1958年（昭和33年）11月24日に戸出町文化財に指定された。夕顔塚の左には「道通天地有象外」と刻まれた碑が建てられているが、これは尾崎康工の子孫である尾崎常文（俳号：霞村）が、1915年（大正4年）7月に祖先である尾崎康工の徳を偲んで建てたものである。